# Ilharre
Ilharre  (en francès i oficialment Ilharre), és un municipi de la Baixa Navarra, un dels set territoris del País Basc, al departament dels Pirineus Atlàntics i a la regió de la Nova Aquitània. Limita amb les comunes de Burgue-Erreiti i Labastide-Villefranche al nord, Abitain a l'est, Labetze-Bizkai a l'oest, Arboti-Zohota al sud-est i Gabadi al sud.

## Demografia
| 1901 | 1962 | 1968 | 1975 | 1982 | 1990 | 1999 |
| --- | ---- | ---- | ---- | ---- | ---- | ---- |
| 301 | 160  | 169  | 157  | 158  | 146  | 135  |
| A partir de 1962, el cens té en compte la població resident definida com a "Population sans doubles comptes" per l'INSEE |      |      |      |      |      |      |

## Administració
| Data d'elecció                               | Identitat       | Qualitat |
| -------------------------------------------- | --------------- | -------- |
| Les dades anteriors a 1995 no són conegudes. |                 |          |
| 1995                                         | Étienne Etchart |          |
| 2001                                         | Étienne Etchart |          |